# Alhamn
Alhamn är en by i Luleå kommun i Norrbottens län, belägen vid Bottenvikens kust omkring 30 km söder om Luleå. Orten ingår i det större området Sörfjärden i södra Lule skärgård, beläget sydost om orterna Ersnäs och Mörön.
Ortnamnet har satts i samband med den närbelägna Alån, vars mynning tros ha legat längre söderut under medeltiden, och ortens naturhamn. Här fanns en sjökrog vid sjöfartsleden mot hamnen i Luleå redan på 1600-talet, och i samband med befolkningsökningen i trakten under slutet av 1700-talet bröts ny mark här. Fram till sekelskiftet 1900 fanns ett skeppsvarv i Alhamn. Den inre delen av den gamla naturhamnen, Inre hamnen, är idag en liten insjö som på grund av den kraftiga landhöjningen i området avdelats från Yttre hamnen, som idag är en omkring 2 m djup och 50-100 m bred havsvik mellan halvöarna Stor-Hamnskäret och Nördskatan.
I orten finns idag en småbåtshamn med ett par gästplatser, samt blandad fritidshus- och villabebyggelse. I närheten ligger flera öar i Lule skärgård, bland andra Kunoön, Mannön, Antnäs Börstskär, Sandgrönnorna och Rödkallen.
Under 2017 lade Skanova ner det kopparbaserade telenätet på orten.